# Armand Călinescu
Armand Călinescu (ur. 4 lipca 1893 w Pitești, zm. 21 września 1939 w Bukareszcie) – rumuński ekonomista i polityk, ofiara zamachu dokonanego przez Żelazną Gwardię.

## Życiorys
Armand Călinescu urodził się w Pitești w rodzinie lekarza wojskowego. Pomiędzy 1912 a 1918 studiował prawo i filozofię na Uniwersytecie w Bukareszcie, potem obronił pracę doktorską z ekonomii i nauk politycznych na Uniwersytecie Paryskim.
Po rozpoczęciu kariery politycznej z ramienia Narodowej Partii Chłopskiej (początkowo reprezentował jej lewe skrzydło, razem z takimi politykami jak Mihai Ralea, Ernest Ene, Mihail Ghelmegeanu, Petre Andrei czy Nicolae L. Lupu), został wybrany do rumuńskiej Izby Deputowanych, gdzie zasiadał od 1926 do 1937 roku. Jego pełny zdecydowania sprzeciw wobec umacniania się pozycji faszystowskiej Żelaznej Gwardii, podczas pełnienia funkcji podsekretarza w ministerstwie spraw wewnętrznych, doprowadził do upadku w 1933 roku rządu Alexandru Vaida-Voevoda. Będąc w opozycji względem narodowo-liberalnego rządu Gheorghe Tătărescu, Călinescu przestrzegał przed dalszą tolerancją względem faszystów, zwłaszcza po zabójstwie Iona G. Duki w grudniu 1933 i zdesakralizowaniu jego nagrobka w 1936 (powiedział wówczas, że „Żelazna Gwardia nie jest ruchem opinii [publicznej], lecz raczej związkiem zabójców i profanatorów grobów.”).
Był oddanym sojusznikiem Francji i Wielkiej Brytanii i przeciwnikiem pronazistowskich oraz proniemieckich ruchów w Rumunii. W grudniu 1937 objął tekę ministra spraw wewnętrznych (w krótkim czasie premierowania Octaviana Gogi) i pozostał na tym stanowisku po marcu 1938, w którym to w kraju zapanował autorytarny reżim króla Karola II. Călinescu był także jednym z założycieli Frontu Narodowego Odrodzenia, stworzonego faktycznie przez króla w grudniu 1938, jedynej legalnej partii. Călinescu uważany był za osobę bardzo bliską monarsze.
W tym czasie przygotowywał się na konfrontację z Żelazną Gwardią. W lutym 1938 zadeklarował, iż faszystowska propaganda nie jest zgodna z nowymi prawami, po czym zamknął wszystkie redakcje gazet związane z tą ideologią. W maju Călinescu rozbił organizację ekstremistów, rozkazując aresztować jej liderów, w tym Corneliu Codreanu (do więzienia trafili również Nae Ionescu i Mircea Eliade). Codreanu i inni przywódcy (prawdopodobnie ok. 300 osób) zostało później zabitych w ukryciu, innych zmuszono do podpisania „lojalek”.
W 1939, po krótkim pełnieniu stanowisk ministra zdrowia i edukacji, 7 marca został premierem Rumunii. Był postrzegany jako „człowiek z żelaza”, zdolny do powstrzymania przemocy politycznej Żelaznej Gwardii i utrzymania Rumunii poza obozem państw proniemieckich. We wrześniu tego roku, po napaści III Rzeszy na Polskę, członkowie Gwardii oskarżyli premiera i króla o spiskowanie z brytyjskimi służbami specjalnymi w celu wysadzenia w powietrze pól naftowych w okręgu Prahova i powstrzymaniu w ten sposób Niemców od ich przejęcia.
Călinescu został zamordowany w Bukareszcie przez członka Żelaznej Gwardii, przewodzonej przez Horię Simę. Jego samochód został zatrzymany przez zamachowców, którzy zastrzelili Călinescu, jego ochroniarza i kierowcę. Ponad 20 kul usunięto później z ciała premiera. Odpowiedzią na to zabójstwo były szeroko zakrojone represje, którymi zajął się Gheorghe Argeșanu. Zabójców szybko schwytano i zabito, a ich ciała wystawiono na widok publiczny. Prawdopodobnie zamachowcom pomagały tajne służby niemieckie.
Dwa lata później, podczas próby dojścia Żelaznej Gwardii do władzy, grób Călinescu został wysadzony w powietrze za pomocą dynamitu.

## Upamiętnienie w Polsce
- W pobliżu Ambasady Rumunii w Warszawie, pomiędzy ulicami Piękną i Fryderyka Chopina, znajduje się ulica Armanda Călinescu.